# La Chapèla d'Auda
La Chapelaude és un municipi francès, situat al departament de l'Alier i a la regió d'Alvèrnia-Roine-Alps. L'any 2007 tenia 970 habitants.

## Demografia

### Població
El 2007 la població de fet de La Chapelaude era de 970 persones. Hi havia 412 famílies de les quals 107 eren unipersonals (41 homes vivint sols i 66 dones vivint soles), 140 parelles sense fills, 140 parelles amb fills i 25 famílies monoparentals amb fills.
La població ha evolucionat segons el següent gràfic:
Habitants censats

### Habitatges
El 2007 hi havia 500 habitatges, 422 eren l'habitatge principal de la família, 34 eren segones residències i 45 estaven desocupats. 495 eren cases i 5 eren apartaments. Dels 422 habitatges principals, 348 estaven ocupats pels seus propietaris, 69 estaven llogats i ocupats pels llogaters i 5 estaven cedits a títol gratuït; 3 tenien una cambra, 38 en tenien dues, 86 en tenien tres, 153 en tenien quatre i 141 en tenien cinc o més. 287 habitatges disposaven pel capbaix d'una plaça de pàrquing. A 130 habitatges hi havia un automòbil i a 248 n'hi havia dos o més.

### Piràmide de població
La piràmide de població per edats i sexe el 2009 era:
| Homes | Edats   | Dones |
| ----- | ------- | ----- |
| 0     | 95 o +  | 0     |
| 0     | 90 a 94 | 8     |
| 4     | 85 a 89 | 0     |
| 8     | 80 a 84 | 24    |
| 12    | 75 a 79 | 12    |
| 20    | 70 a 74 | 52    |
| 32    | 65 a 69 | 28    |
| 28    | 60 a 64 | 36    |
| 8     | 55 a 59 | 20    |
| 28    | 50 a 54 | 24    |
| 40    | 45 a 49 | 40    |
| 40    | 40 a 44 | 48    |
| 28    | 35 a 39 | 44    |
| 28    | 30 a 34 | 12    |
| 28    | 25 a 29 | 28    |
| 36    | 20 a 24 | 36    |
| 32    | 15 a 19 | 28    |
| 36    | 10 a 14 | 52    |
| 16    | 5 a 9   | 16    |
| 4     | 0 a 4   | 8     |

## Economia
El 2007 la població en edat de treballar era de 640 persones, 477 eren actives i 163 eren inactives. De les 477 persones actives 431 estaven ocupades (241 homes i 190 dones) i 47 estaven aturades (22 homes i 25 dones). De les 163 persones inactives 50 estaven jubilades, 50 estaven estudiant i 63 estaven classificades com a «altres inactius».

### Ingressos
El 2009 a La Chapelaude hi havia 438 unitats fiscals que integraven 1.007 persones, la mediana anual d'ingressos fiscals per persona era de 17.062,5 €.

### Activitats econòmiques
Dels 31 establiments que hi havia el 2007, 1 era d'una empresa extractiva, 2 d'empreses alimentàries, 1 d'una empresa de fabricació d'altres productes industrials, 4 d'empreses de construcció, 7 d'empreses de comerç i reparació d'automòbils, 1 d'una empresa de transport, 4 d'empreses d'hostatgeria i restauració, 1 d'una empresa immobiliària, 1 d'una empresa de serveis, 6 d'entitats de l'administració pública i 3 d'empreses classificades com a «altres activitats de serveis».
Dels 8 establiments de servei als particulars que hi havia el 2009, 1 era una oficina de correu, 1 paleta, 1 lampisteria, 2 electricistes, 1 perruqueria i 2 restaurants.
Dels 2 establiments comercials que hi havia el 2009, 1 era una fleca i 1 una joieria.
L'any 2000 a La Chapelaude hi havia 36 explotacions agrícoles que ocupaven un total de 2.052 hectàrees.

## Equipaments sanitaris i escolars
L'únic equipament sanitari que hi havia el 2009 era una farmàcia.
El 2009 hi havia una escola elemental.

## Poblacions més properes
El següent diagrama mostra les poblacions més properes.